# 史诗大厦
史诗大厦（英語：The Epic）是位于美國纽约市的一栋高615英尺（187）的摩天大楼。其建设工期为2005年到2007年，共有58层楼。它是纽约第57高的建筑，共有460個單位。

## 图片

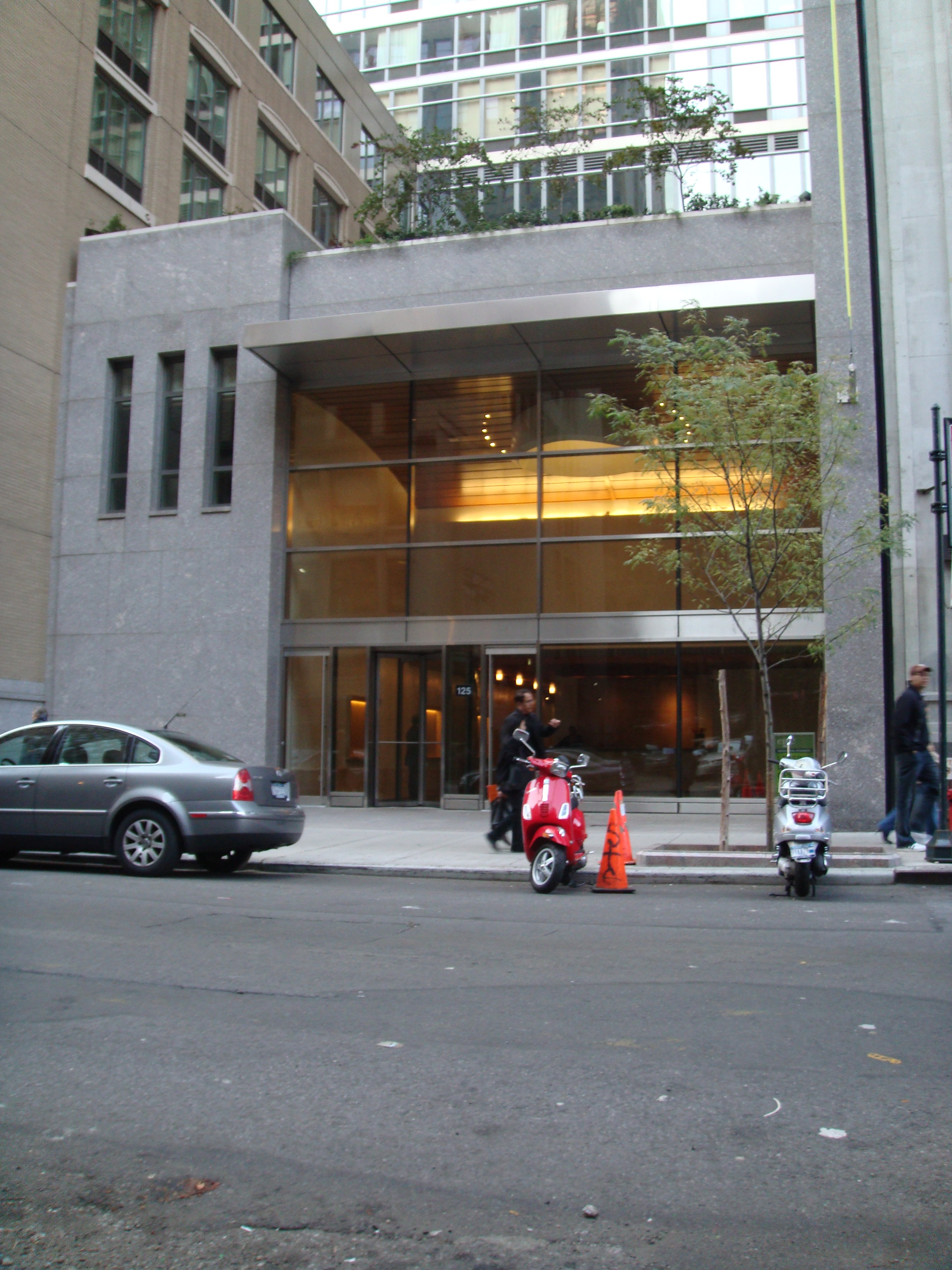
入口